# Janusz Pawłowski
Janusz Pawłowski, född den 20 juli 1959 i Sopot, Polen, är en polsk judoutövare.
Han tog OS-brons i herrarnas halv lättvikt i samband med de olympiska judotävlingarna 1980 i Moskva.
Han tog OS-silver i samma viktklass i samband med de olympiska judotävlingarna 1988 i Seoul.